# Pontocrates arenarius
Pontocrates arenarius är en kräftdjursart som beskrevs av Charles Spence Bate 1858. Pontocrates arenarius ingår i släktet Pontocrates och familjen Oedicerotidae. Arten är reproducerande i Sverige. Inga underarter finns listade i Catalogue of Life.